# Sergic
 (août 2023).
L'article doit être relu — et modifié si nécessaire — par des contributeurs indépendants pour apporter un regard critique aux contributions effectuées en violation des conditions d'utilisation de Wikipédia, tant sur la forme (notamment concernant le style encyclopédique, la proportionnalité) que sur le fond (la neutralité de point de vue, la qualité et l'indépendance des sources).
 (mai 2018).
 (décembre 2018).
 (août 2023).
La mise en forme du texte ne suit pas les recommandations de Wikipédia : il faut le « wikifier ».
Les points d'amélioration suivants sont les cas les plus fréquents. Le détail des points à revoir est peut-être précisé sur la page de discussion.
- Les titres sont pré-formatés par le logiciel. Ils ne sont ni en capitales, ni en gras.
- Le texte ne doit pas être écrit en capitales (les noms de famille non plus), ni en gras, ni en italique, ni en « petit »…
- Le gras n'est utilisé que pour surligner le titre de l'article dans l'introduction, une seule fois.
- L'italique est rarement utilisé : mots en langue étrangère, titres d'œuvres, noms de bateaux, etc.
- Les citations ne sont pas en italique mais en corps de texte normal. Elles sont entourées par des guillemets français : « et ».
- Les listes à puces sont à éviter, des paragraphes rédigés étant largement préférés. Les tableaux sont à réserver à la présentation de données structurées (résultats, etc.).
- Les appels de note de bas de page (petits chiffres en exposant, introduits par l'outil «  Source ») sont à placer entre la fin de phrase et le point final[comme ça].
- Les liens internes (vers d'autres articles de Wikipédia) sont à choisir avec parcimonie. Créez des liens vers des articles approfondissant le sujet. Les termes génériques sans rapport avec le sujet sont à éviter, ainsi que les répétitions de liens vers un même terme.
- Les liens externes sont à placer uniquement dans une section « Liens externes », à la fin de l'article. Ces liens sont à choisir avec parcimonie suivant les règles définies. Si un lien sert de source à l'article, son insertion dans le texte est à faire par les notes de bas de page.
- La présentation des références doit suivre les conventions bibliographiques. Il est recommandé d'utiliser les modèles {{Ouvrage}}, {{Chapitre}}, {{Article}}, {{Lien web}} et/ou {{Bibliographie}}. Le mode d'édition visuel peut mettre en forme automatiquement les références.
- Insérer une infobox (cadre d'informations à droite) n'est pas obligatoire pour parachever la mise en page.

Pour une aide détaillée, merci de consulter Aide:Wikification.
Si vous pensez que ces points ont été résolus, vous pouvez retirer ce bandeau et améliorer la mise en forme d'un autre article.
Sergic est un groupe fondé en 1963 et originaire de Lille. Il propose des services immobiliers.

## Histoire
Après avoir créé en 1959 Simnor, promoteur immobilier, Hervé Derely décide en 1963 de créer Sergic (Société d’études et de réalisations de gestion immobilière et de construction) pour assurer la gestion du patrimoine locatif de Simnor. À l’époque, la notion d’administration de biens n'était pas encore utilisée, la loi Hoguet qui régit l’activité de l’agent immobilier ainsi que le code de la copropriété ne seront publiés qu’en janvier 1970.
A l’époque, Sergic proposait son expertise en ingénierie pour accompagner tout type de projet de construction. Cet accompagnement consistait à étudier toutes les données de départ liées au projet (analyse du terrain, structure juridique, les moyens de financement, les coûts…) afin d’optimiser l’investissement dans les processus techniques de réalisation et dans la gestion du projet.
 

En tant que conducteur des opérations, Sergic accompagnait les décideurs dans la conception (l’esquisse, l’avant-projet, l'exécution) et la gestion (suivi des travaux, maîtrise des coûts, gestion de l’administration….). En effet, l’utilisation du procédé de “coffrage gaufré”, breveté en 1965, permettait de construire un pavillon confortable et esthétique en moins de 3 mois mais était essentiellement utilisé pour la réalisation d’immeubles. 
En 1990, Hervé Derely transmet la Direction générale à son fils, Éric Derely. En 1994, le groupe s’implante à  Paris et compte 18 agences tous secteurs confondus puis, en 2008, il compte 31 agences dans des secteurs comme Reims, Compiègne, Angers, Orléans et 450 collaborateurs. En 2015, Éric Derely transmet la direction générale à Etienne Dequirez, et prend quant à lui la présidence du conseil de surveillance. Cette même année a lieu le décès d'Hervé Derely, fondateur du groupe, dans sa 91e année. Le capital est toujours détenu majoritairement par la famille Derely (80 %).
En 2014, Sergic lance le  premier syndic professionnel 100% digitalisé : Syndic One.
En 2017, Sergic s'implante au Québec avec l'acquisition de Sequoia Gestion Immobilière, située à Montréal. 
En 2019 avec Dalkia, Rabot Dutilleul et Nacarat, la création de Maille’Immo : le premier pôle d’innovation technologique et sociale de l’immobilier. En 2023, Maille’Immo compte désormais 22 partenaires, 26 start-ups accompagnées, 11 formations et 7 expérimentations initiées.  
Le 28 mai 2019, le groupe reçoit une sanction pécuniaire de 400 000 euros de la Commission nationale de l’informatique et des libertés (Cnil) pour manquement à l’obligation d’assurer la sécurité des données et à l’obligation de conserver les données pour une durée proportionnée.
En 2022, le groupe réalise un chiffre d'affaires de 120 millions d'euros et les effectifs s'établissent à 1 200 collaborateurs.

## Filiales
- CCGA : Courtage en assurances
- Sergic Entreprises : Immobilier d’entreprises
- Sergic Résidences Services : Résidences étudiantes, seniors, intergénérationnelles, hôtelières avec services
- Magellan Immobilier Conseils : Expertise, conseil, montage d’opération, maîtrise d’ouvrage
- Syndic One : Syndic en ligne
- Sergic Québec (Sequoia)
- Sergic Maroc (Biben)
- FIGA : Gestion d'actifs Immobiliers